# ديربي جنوب لندن
```
دربي جنوب لندن
 هو الاسم الذي يطلق على مباراة 
كرة القدم
 التي يتنافس فيها اثنان من الفرق التالية: 
تشارلتون أثليتيك
، 
كريستال بالاس
، 
ميلوول
 
وإيه أف سي ويمبلدون
، الأندية 
الأربعة لكرة القدم
 المحترفة في جنوب 
لندن
، 
إنجلترا
.
[
1
]
 يطلق عليه أحيانًا بشكل أكثر تحديدًا 
ديربي جنوب شرق لندن
 عندما يلعب بين تشارلتون وميلوول. يساهم القرب الجغرافي القريب لجميع الفرق بشكل كبير في التنافسات.
```

يقع تشارلتون وميلوول في جنوب شرق لندن، مع ملعب ميلوول (ذا دن) في لويشام وملعب الوادي الخاص بنادي تشارلتون الواقع في غرينتش، على بعد أقل من أربعة أميال. يقع نادي كريستال بالاس في الجنوب في ضاحية سيلهرست، ويقع ملعب Selhurst Park على بعد ستة أميال من ملعب ذا دين The Den وثمانية أميال من ملعب الوادي The Valley. منذ عام 2020م، يلعب نادي ويمبلدون AFC في ملعب بلوف لين Plough Lane الجديد في ميرتون، جنوب غرب لندن، على بعد خمسة أميال غرب ملعب سيلهورست بارك، وثمانية من ملعب ذا دن، وسبعة ونصف من ملعب ذا فالي. وفقًا لاستطلاع رأي عام 2013م حول منافسات كرة القدم، يعتبر فريق تشارلتون أن المنافس الرئيسي هو نادي كريستال بالاس، مع ميلوول باعتباره ثاني أكبر منافس لهم. المنافس الرئيسي لميلوول هو نادي وست هام يونايتد من شرق لندن، فيما احتل بالاس المركز الثاني وتشارلتون في المركز الثالث. ويعتبر مشجعو كريستال بالاس أن منافسهم الرئيسي هو برايتون، ويأتي ميلوول في المركز الثاني وتشارلتون في المركز الثالث. المنافس الرئيسي لويمبلدون هو نادي ميلتون كينز دونز، حيث يعتبر مشجعوه أن كريستال بالاس هو ثاني أكبر منافس لهم.
تأسس نادي ميلوول في عام 1885م، وتأسس كل من كريستال بالاس وتشارلتون بعد عشرين عامًا في عام 1905م. كانت أول مباراة بين فريقين في عام 1906م عندما التقى كريستال بالاس وميلوول لأول مرة في الدوري الجنوبي. الفريقان تنافسا في أكبر عدد من المباريات، أكثر من 130 ديربي. دخل كل من بالاس وميلوول دوري كرة القدم في موسم 1920–21. انضم تشارلتون في العام التالي في موسم 1921-22، ولعب في نفس القسم مع بالاس وميلوول للمرة الأولى. تأسس نادي ويمبلدون عام 1889م وقضى معظم تاريخه كنادي للهواة، حتى انضمامه إلى دوري كرة القدم في موسم 1977–78. في عام 2003م تم نقل نادي ويمبلدون إلى نادي ميلتون كينز كجزء من امتياز الاستحواذ وأصبح اسم الفريق ميلتون كينز دونز. خلال فترة التراجع هذه، تم إعادة تشكيل النادي تحت اسم Phoenix Club في عام 2002l، أسسه معارضو هذه الخطوة، وأعادوا تسميته بـنادي AFC ويمبلدون، حيث فاز بسلسلة سريعة من الترقيات خارج الدوري ليحصل على مركز في دوري كرة القدم بعد تسع سنوات. لعب نادي ويمبلدون أول ديربي له في عام 2009م، وكانت مباراة في كأس الاتحاد الإنجليزي ضد ميلوول.
ميلوول يحمل رقمًا قياسيًا في الفوز على نظيريه في جنوب شرق لندن وويمبلدون، ولدى تشارلتون سجل خسارات ضد الأندية الثلاثة، وكلا من ويمبلدون وكريستال بالاس حققوا أرقامًا قياسية في الانتصارات ضد تشارلتون لكنهم لم يخوضوا أي مباراة ضد بعضهم البعض. اعتبارًا من موسم 2021–22، يلعب كريستال بالاس في الدوري الإنجليزي الممتاز، ويلعب ميلوول في دوري البطولة الإنجليزية، ويلعب تشارلتون وويمبلدون في دوري الدرجة الأولى.

## تاريخياَ

### المنافسات المبكرة
تم تأسيس ميلوول في عام 1885م،  قبل حوالي 20 عامًا من تأسيس تشارلتون أثليتيك وكريستال بالاس، اللذين تم تأسيسهما في عام 1905م. بعد فترة وجيزة من تشكيل كريستال بالاس، انضموا إلى دوري كرة القدم الجنوبي، الذي كان ميلوول من الأعضاء المؤسسين له. لعب الفريقان ضد بعضهما البعض لمدة عشرة مواسم في هذا الدوري. تم لعب أول مباراة تنافسية بين الفريقين في 17 نوفمبر 1906م، حيث فاز بالاس 3-0  على الرغم من أن المباراة لم تعتبر وقتها ديربي جنوب لندن - كان مقر ميلوول في شرق لندن حتى عام 1910م. حتى تلك اللحظة كان الفريق الأكثر نجاحًا في جنوب لندن هو وولويتش آرسنال، الذي كان أول عضو جنوبي يُنتخب لدوري كرة القدم عام 1893م.
تم إعاقة تشارلتون أثليتيك في السنوات الأولى إلى حد ما بسبب وجود وولويتش أرسنال، الذي كان أقرب فريق في المنطقة وكان مدعومًا بشكل جيد. قضى تشارلتون السنوات الأولى من تاريخه يلعب في بطولات الدوري غير الاحترافية ولم يلعب أي من بالاس أو ميلوول. في النهاية، انتقل نادي وولويتش أرسنال إلى شمال لندن، وخسر «وولويتش» من اسمه في عام 1913م. في نفس العام، تبنى تشارلتون مكانة رفيعة. أصبحوا فريقًا محترفًا في عام 1920م، وانضموا إلى الرابطة الجنوبية. انضم كل من ميلوول وكريستال بالاس إلى دوري كرة القدم في موسم 1920-21،  ولعبوا في الدرجة الثالثة، بينما انضم تشارلتون أثليتيك في العام التالي لموسم 1921–22،  وتنافس أخيرًا في نفس مستوى جيرانه في جنوب لندن. أصبح ويمبلدون ناديًا في دوري كرة القدم بعد خمسة عقود وذلك في موسم 1977-78، حيث لعب أول ديربي في جنوب لندن ضد ميلوول في عام 1980م.

### الكل في نفس الدوري
كانت هناك مناسبتان حيث لعبت جميع فرق جنوب لندن الأربعة في نفس الدوري معًا. في موسم 1985–86، تنافس تشارلتون أثليتيك وكريستال بالاس وميلوول وويمبلدون في الدرجة الثانية. أنهى تشارلتون الموسم في المركز الثاني وكان المركز الثالث من نصيب ويمبلدون، وكلاهما تم ترقيتهما تلقائيًا. أنهى كرستال بالاس الموسم في المركز الخامس وميلوول كان في المركز التاسع. كان موسم 1989-90 المرة الوحيدة التي تنافست فيها الفرق الأربعة معًا في الدرجة الأولى، وهي الدرجة الأعلى لكرة القدم الإنجليزية حينها. أنهى ويمبلدون الموسم في المركزالثامن، وكرستال بالاس في المركز الخامس عشر وهبط تشارلتون وميلوول، حيث احتلا المركزين 19 و20 على التوالي.

### تقاسم الملعب
خلال الحرب العالمية الثانية، تعرضت أرض ميلوول لأضرار بالغة بعد سقوط قنبلة ألمانية ودمر حريق منصة الملعب بعد بضعة أيام. تمت دعوة النادي لفترة وجيزة من قبل جيرانهم للعب مبارياتهم في The Valley وSelhurst Park. في عام 1984م، تشارلتون أُجبر على مغادرة ملعب ذا فالي بعد بداية موسم 1985–86 بعد أن انتقد مسؤولو الدوري سلامته. بدأ النادي مشاركة أرضية الملعب مع كريستال بالاس في سيلهيرست بارك، والتي استمرت لمدة ست سنوات حتى عام 1991م. بعد عام آخر من المشاركة في ملعب أبتون بارك الخاص بنادي وست هام يونايتد، عاد تشارلتون إلى ملعب ذا فالي في عام 1992م. تم تقاسم أرض ملعب نادي ويمبلدون في سيلهيرست بارك من عام 1991م حتى انتقالهم إلى ميلتون كينز في عام 2003.م أدت حملة مشجعي ويمبلدون ضد الانتقال إلى تشكيل نادي ويمبلدون AFC .

## مباريات مميزة
- كريستال بالاس 3-0 ميلوول أثليتيك (17 نوفمبر 1906م)

أول اللقاء الأول أي من الفرق الثلاثة الأصلية شهد انتصار نادي كرستال بالاس، الذي تم تشكيله قبل عام واحد فقط، على الزوار من شرق لندن. وكانت مباراة في الدوري الجنوبي شاهدها 6000 مشجع في مركز الرياضة الوطني بنادي كريستال بالاس.
- ميلوول 0-3 كريستال بالاس (31 أكتوبر 1910م)

كانت هذه هي المباراة الأولى بين الفريقين منذ انتقال ميلوول إلى جنوب لندن (في عام 1910م)، مما جعل هذا أول دربي حقيقي في جنوب لندن. شاهد 3000 مشجع فوز بالاس في ملعب ذا دن في مباراة لصالح صندوق لندن للجمعيات الخيرية. كانت المباراة ضد جيرانهم الجدد هي المباراة الثانية لميلوول على ملعبهم الجديد.
- ميلوول 0-1 كريستال بالاس (15 يناير 1921م)

الديربي الأول ضمن دوري كرة القدم. وفاز بالاس بمباراة في الدرجة الثالثة بهدف في الشوط الثاني أمام 20 ألف متفرج. فاز بالاس أيضًا بمباراة الإياب 3-2 التي أقيمت بعد أسبوع واحد فقط في 22 يناير 1921م، ليكمل أول ثنائية في دوري جنوب لندن لكرة القدم ويواصل هيمنته المبكرة على ميلوول.
- ميلوول 2-0 تشارلتون أثليتيك (10 أكتوبر 1921م)

كانت مباراة لصالح صندوق لندن للجمعيات الخيرية هي أول مباراة بين الفريقين، والتي فاز فيها ميلوول 2-0 أمام 10000 مشجع في ملعب The Den.
- ميلوول 0-1 تشارلتون أثليتيك (31 ديسمبر 1921م)

في ليلة رأس السنة الجديدة عام 1921م، التقى الفريقان في أول مباراة لهما في الدوري، والتي فاز فيها تشارلتون 1-0 في ملعب ذا دن. كان هذا هو الموسم الأول لتشارلتون كنادي في دوري كرة القدم وحققوا انتصاراً آخر في الإياب على ميلوول في ملعب ذا فالي 2-1.
- تشارلتون أثليتيك 1–1 كريستال بالاس (14 نوفمبر 1925م)

جرت المباراة التنافسية الأولى بين الفريقين في دوري الدرجة الثالثة (جنوب)، وانتهت بالتعادل 1-1 في ذا فالي.
- ميلوول 6-0 تشارلتون أثليتيك (3 يناير 1931م)

تظل مباراة الدرجة الثانية هذه بين الفريقين أكبر فارق فوز بين أي من الفرق. تقدم ميلوول 1-0 في الشوط الأول وسجل خمسة أهداف أخرى في الشوط الثاني، بأهداف هارولد وادزورث (2) وجو ريدمان (2) وأندرو سوالو وجاك لاندلز.
- ميلوول 2-2 ويمبلدون (5 أبريل 1980م)

كان أول ديربي جنوب لندن لنادي ويمبلدون خارج ملعبه مع نادي ميلوول في الدرجة الثالثة. وانتهت المباراة بالتعادل أمام حشد قوامه 5364 متفرج. كان هذا هو الموسم الثالث لويمبيلدون كنادي في دوري كرة القدم، وانهوا الموسم في أسفل الترتيب وهبطوا.
- ويمبلدون 0-3 كريستال بالاس (4 مايو 1991م)

آخر مباراة ديربي جنوب لندن وآخر مباراة على الإطلاق في ملعب Plow Lane. أُجبر ويمبلدون على الانتقال في نهاية الموسم بسبب قاعدة جديدة لاتحاد كرة القدم تتطلب وجود مقاعد في الملعب. بدأوا تقاسم أرض الملعب مع نادي كرستال بالاس في ملعب Selhurst Park في الموسم التالي. وفاز بالاس بالمباراة بثلاثية عن طريق إيان رايت في الشوط الثاني. أنهى بالاس الموسم في المركز الثالث وويمبلدون في المركز السابع في دوري الدرجة الأولى 1990-1991 .
- تشارلتون أثليتيك 1–3 كريستال بالاس (النتيجة الإجمالية، 12 و15 مايو / أيار 1996م)

التقى كريستال بالاس وتشارلتون في نصف نهائي دوري الدرجة الأولى عام 1996م، بعد أن احتلوا المركزين الثالث والسادس في الدوري على التوالي. فاز بالاس بمباراة الذهاب في ذا فالي 2-1، و1-0 في مباراة الإياب بعد ثلاثة أيام. ثم خسر بالاس المباراة النهائية أمام ليستر سيتي 1–2 على ملعب ويمبلي.
- ويمبلدون 0-1 ميلوول (24 مارس 2004م)

شهد حشد من 3043 مشجع فقط في ملعب الهوكي الوطني في ميلتون كينز مباراة ويمبلدون الأخيرة ضد خصم من جنوب لندن قبل إعادة تسميتهم باسم إم كيه دونز. كان هدف تيم كاهيل في الشوط الأول كافياً ليحقق ميلوول الفوز على ويمبلدون الذي احتل المركز الأخير في دوري الدرجة الأولى وهبط إلى الدرجة الثانية.
- تشارلتون أثليتيك 2-2 كريستال بالاس (15 مايو 2005م)

على الرغم من تقدمه 2-1 قبل سبع دقائق من نهاية المباراة، لم يتمكن بالاس من تحقيق الفوز على منافسه. سجل مدافع تشارلتون جوناثان فورتشن هدف التعادل في المباراة الأخيرة من الموسم. لو فاز بالاس، لكانوا تجنبوا الهبوط من الدوري الإنجليزي الممتاز، لكن بدلاً من ذلك أصبح الفريق الأول الذي هبط من دوري القمة لكرة القدم الإنجليزية أربع مرات.
- ميلوول 4-1 AFC ويمبلدون (9 نوفمبر 2009م)

أول دربي تنافسي في جنوب لندن لنادي ويمبلدون كان مباراة ضد ميلوول في ذا دن في الجولة الأولى من كأس الاتحاد الإنجليزي.وانتهت بنتيجة 4-1
- تشارلتون أثليتيك 4-4 ميلوول (19 ديسمبر 2009م)

انتهى اللقاء الأول بين الفريقين منذ عام 1996م بأعلى معدل تسجيل بين الفرق. تقدم ميلوول 2-0 من خلال هدفين لستيف موريسون لكن تشارلتون سجل ركلتي جزاء عن طريق ديون بيرتون. تم طرد جيمي عبدو لاعب ميلوول في وقت مبكر من الشوط الثاني وتراجع فريق الأسود مرتين أمام أصحاب الأرض لكن داني سكوفيلد سجل هدف التعادل في الدقيقة الأخيرة. ارتدى كلا الفريقين أطقم خاصة للمباراة تكريما للمراهقين المحليين المقتولين وأنصارهم جيمي ميزن وروب نوكس. واستبدل نص شعار رعاة الناديين بعبارة «عنف الشوارع يفسد الحياة».
- تشارلتون أثليتيك 1-2 ويمبلدون (17 سبتمبر 2016م)

أول فوز لويمبلدون في ديربي جنوب لندن. كما كان أول دربي لهم في دوري كرة القدم، حيث خسر المباراتين السابقتين ضد ميلوول في مسابقات الكأس. وعاد ويمبلدون من نتيجة التأخر بهدف للفوز بهدف عن طريق تيرون بارنيت في الدقيقة 85.
- تشارلتون أثليتيك 0-1 ميلوول (3 يوليو 2020م)

أول مباراة دربي في جنوب لندن تُلعب في الصيف بدون حضور جماهير. تمت إعادة جدولة اللقاء بدلا من 4 أبريل بسبب انتشار وباء فيروس كورونا. ودخل هدف المباراة الوحيد في الدقيقة 81 عن طريق جيك كوبر.
- ويمبلدون 2-2 تشارلتون أثليتيك (20 مارس 2021م)

أول دربي لويمبلدون في جنوب لندن على ملعب بلاو لاين الجديد. لم يحضر الجمهور بسبب وباء فيروس كورونا. تقدم تشارلتون بهدفين عن طريق جايدن ستوكلي وديالانج جيسيمي .لكن ثنائية ريان لونجمان ضمنت حصول ويمبلدون على نقطة في معركته ضد الهبوط. وأصبح ويمبلدون في المركز 23 وتشارلتون في المركز السادس في نهاية المباراة.

## تشارلتون أثليتيك × ويمبلدون
التقى تشارلتون وويمبلدون للمرة الأولى في عام 2016م، بعد أن صعد ويمبلدون عبر تصفيات الدوري الثاني وهبط تشارلتون من دوري البطولة الإنجليزية. فاز ويمبلدون بأول لقاء لهام على الإطلاق في ذا فالي بنتيجة 2-1. فاز تشارلتون بواحد فقط من أول ستة لقاءات لهما، حيث أطاح ويمبلدون بتشارلتون من كأس الاتحاد الإنجليزي في عام 2017م وكأس دوري كرة القدم بركلات الترجيح في عام 2018م. أكمل تشارلتون الثنائية على منافسه المحلي في موسم 2018-19.

### المباريات حسب المسابقة
حتى شهر آب 2021
| المسابقة                     | لعب | تشارلتون يفوز | تعادل | فوز ويمبلدون | أهداف تشارلتون | أهداف ويمبلدون |
| ---------------------------- | --- | ------------- | ----- | ------------ | -------------- | -------------- |
| دوري كرة القدم               | 8   | 4             | 2     | 2            | 14             | 9              |
| كأس الاتحاد الإنجليزي        | 1   | 0             | 0     | 1            | 1              | 3              |
| كأس رابطة الأندية الإنكليزية | 1   | 0             | 0     | 1            | 0              | 1              |
| كأس دوري كرة القدم           | 2   | 0             | 0     | 2            | 3              | 4              |
| المجموع                      | 12  | 4             | 2     | 6            | 18             | 17             |

### القائمة الكاملة لنتائج المباريات
نتيجة الفريق المضيف أولا.
| التاريخ         | النتيجة    | الفائز                  | المسابقة                       | الملعب      | الحضور | ملحوظات |
| --------------- | ---------- | ----------------------- | ------------------------------ | ----------- | ------ | --- |
| 17 سبتمبر 2016م | 1-2        | ويمبلدون                | دوري الدرجة الأولى             | الوادي      | 11,927 | أول لقاء في الدوري، أول فوز ببطولة ويمبلدون في ديربي جنوب لندن.                                                                 |
| 11 فبراير 2017م | 1–1        | تعادل                   | دوري الدرجة الأولى             | Kingsmeadow | 4595   | |
| 28 أكتوبر 2017م | 1–0        | تشارلتون                | دوري الدرجة الأولى             | الوادي      | 12.575 | أول فوز في دربي جنوب لندن في 15 مباراة (منذ الفوز على بالاس في عام 2009م).                                                      |
| 3 ديسمبر 2017م  | 3-1        | ويمبلدون                | كأس الاتحاد الإنجليزي          | Kingsmeadow | 3270   | الجولة الثانية. |
| 12 أبريل 2018م  | 1–0        | ويمبلدون                | دوري الدرجة الأولى             | Kingsmeadow | 4,457  | |
| 4 سبتمبر 2018م  | 2–2        | ويمبلدون                | كأس دوري كرة القدم             | الوادي      | 1,244  | دور المجموعات، فاز ويمبلدون 4-2 بركلات الترجيح.                                                                                 |
| 15 ديسمبر 2018م | 2-0        | تشارلتون                | دوري الدرجة الأولى             | الوادي      | 10691  | |
| 23 فبراير 2019م | 1-2        | تشارلتون                | دوري الدرجة الأولى             | Kingsmeadow | 4532   | ثنائية الدوري (الأولى لتشارلتون)                                                                                                |
| 1 سبتمبر 2020م  | 2-1        | ويمبلدون                | كأس دوري كرة القدم             | طريق لوفتوس | 0      | مرحلة المجموعات. لعبت المباراة خلف أبواب مغلقة بسبب وباء فيروس كورونا، وفي مكان مؤقت بانتظار الانتهاء من تأهيل ملعب Plow Lane . |
| 12 ديسمبر 2020م | 5-2        | تشارلتون                | دوري الدرجة الأولىالدوري الأول | الوادي      | 2000   | دخول مقيد بسبب لوائح COVID-19 في المملكة المتحدة.                                                                               |
| 20 مارس 2021م   | 2-2        | تعادل                   | دوري الدرجة الأولى             | بلاف لاين   | 0      | أول دربي جنوب لندن على أرض ويمبلدون الجديدة. لا يوجد معجبين حاضرين بسبب وباء فيروس كورونا.                                      |
| 10 أغسطس 2021م  | 0-1        | بطولة ويمبلدون الآسيوية | كأس الدوري                     | الوادي      | 3,372  | الجولة الأولى. |
| 26 ديسمبر 2021م | يحدد لاحقًا |                         | دوري الدرجة الأولى             | بلاف لاين   |        | |
| 5 فبراير 2022م  | يحدد لاحقًا |                         | دوري الدرجة الأولى             | الوادي      |        | |

## تشارلتون أثليتيك / كريستال بالاس

قوة التنافس كما وصفها المشجعون في عام 2012م

التقى تشارلتون وكريستال بالاس لأول مرة في عام 1925م في دوري الدرجة الثالثة (جنوب)، وانتهت المباراة بالتعادل 1-1. سيطر بالاس على أول 20 لقاء له، وفاز في 13 مباراة، وخسر أربعة فقط. أكمل بالاس ثنائية الدوري على تشارلتون ست مرات، في مواسم 1926–27، 1927–28، 1964–65، 1968–69، 1989–90، 2012–13. حققها تشارلتون مرتين، في موسمي 1999-2000 و2007-2008. أطول فترة لم يخسر فيها بالاس هي تسع مباريات بين عامي 1993 و1996م، حيث فاز في ست مباريات وتعادل في ثلاث مباريات، بما في ذلك إخراج منافسه من تصفيات الدرجة الأولى عام 1996م. أفضل سلسلة لم يخسر فيها تشارلتون هي أربع مباريات (ثلاثة انتصارات وتعادل) مرتين، بين 1982–83 و2004–08.

### المباريات حسب المسابقة
آخر تحديث 23 September 2015.
| المسابقة              | لعب | فوز تشارلتون | تعادل | فوز كرستال | أهداف تشارلتون | أهداف كريستال |
| --------------------- | --- | ------------ | ----- | ---------- | -------------- | ------------- |
| دوري كرة القدم        | 56  | 17           | 13    | 26         | 55             | 78            |
| كأس الاتحاد الإنجليزي | 2   | 1            | 1     | 0          | 2              | 0             |
| كأس الدوري            | 6   | 0            | 1     | 5          | 5              | 13            |
| كأس انجلو ايطالي      | 1   | 1            | 0     | 0          | 4              | 1             |
| Full Members Cup      | 1   | 0            | 0     | 1          | 0              | 2             |
| تصفيات دوري كرة القدم | 2   | 0            | 0     | 2          | 1              | 3             |
| المجموع               | 68  | 19           | 15    | 34         | 67             | 97            |

يتضمن هذا الجدول فقط مباريات الفريق الأول التنافسية، باستثناء جميع مباريات ما قبل الموسم، والمباريات الودية، والمباريات المهجورة، والمباريات التذكارية وتلك التي تم لعبها خلال الحربين العالميتين الأولى والثانية.

### القائمة الكاملة للنتائج
أهداف الفريق المضيف أولا.
| التاريخ           | النتيجة | الفائز          | المسابقة                               | الملعب        | الحضور | ملاحظات                                                 |
| ----------------- | ------- | --------------- | -------------------------------------- | ------------- | ------ | ------------------------------------------------------- |
| 14 نوفمبر 1925م   | 1–1     | Draw            | دوري الدرجة الثالثة (جنوب)             | الوادي        |        | أول لقاء تنافسي.                                        |
| 27 مارس 1926      | 4–1     | كريستال بالاس   | Third Division (South)                 | Selhurst Park |        | أول فوز لكريستال بالاس.                                 |
| 4 سبتمبر 1926     | 1–2     | كريستال بالاس   | دوري الدرجة الثالثة (جنوب)             | الوادي        |        | أول فوز لكرستال خارج أرضه.                              |
| 22 يناير 1927     | 2–1     | كريستال بالاس   | دوري الدرجة الثالثة (جنوب)             | سيلهرست بارك  |        | أول فوز ثنائي في الدوري لكرستال بالاس                   |
| 5 نوفمبر 1927     | 5–0     | كريستال بالاس   | دوري الدرجة الثالثة (جنوب)             | سيلهرست بارك  |        | أكبر فارق أهداف لصالح كريستال بالاس.                    |
| 17 مارس 1928      | 0–4     | كريستال بالاس   | دوري الدرجة الثالثة (جنوب)             | الوادي        |        | ثاني فوز ثنائي في الدوري لكرستال بالاس                  |
| 20 اوكتوبر 1928   | 0–2     | تشارلتون أثلتيك | دوري الدرجة الثالثة (جنوب)             | سيلهرست بارك  |        | أول فوز لتشارلتون (أول فوز خارج الديار)                 |
| 2 مارس 1929       | 1–3     | كريستال بالاس   | دوري الدرجة الثالثة (جنوب)             | الوادي        |        |                                                         |
| 23 سبتمبر 1933    | 4–2     | تشارلتون أثلتيك | دوري الدرجة الثالثة (جنوب)             | الوادي        |        |                                                         |
| 1 فبراير 1934     | 1–0     | كريستال بالاس   | دوري الدرجة الثالثة (جنوب)             | سيلهرست بارك  |        |                                                         |
| 6 اوكتوبر 1934    | 2–2     | تعادل           | دوري الدرجة الثالثة (جنوب)             | الوادي        |        |                                                         |
| 16 فبراير 1935    | 1–2     | تشارلتون أثلتيك | دوري الدرجة الثالثة (جنوب)             | سيلهرست بارك  |        |                                                         |
| 15 سبتمبر 1964    | 1–2     | كريستال بالاس   | دوري الدرجة الثانية                    | الوادي        |        |                                                         |
| 30 سبتمبر 1964    | 3–1     | كريستال بالاس   | دوري الدرجة الثانية                    | سيلهرست بارك  |        | ثالث فوز ثنائي في الدوري لكرستال بالاس                  |
| 2 اوكتوبر 1965    | 2–0     | كريستال بالاس   | دوري الدرجة الثانية                    | سيلهرست بارك  |        |                                                         |
| 26 مارس 1966      | 1–0     | تشارلتون أثلتيك | دوري الدرجة الثانية                    | الوادي        |        |                                                         |
| 10 سبتمبر 1966    | 1–1     | تعادل           |                                        | الوادي        |        |                                                         |
| 14 يناير 1967     | 1–0     | كريستال بالاس   | دوري الدرجة الثانية                    | سيلهرست بارك  |        |                                                         |
| 9 سبتمبر 1967     | 3–0     | كريستال بالاس   | دوري الدرجة الثانية                    | سيلهرست بارك  |        |                                                         |
| 5 مارس 1968       | 0–1     | كريستال بالاس   | دوري الدرجة الثانية                    | الوادي        |        | رابع فوز ثنائي لكريستال بالاس                           |
| 31 اوغسطس 1968    | 3–3     | تعادل           | دوري الدرجة الثانية                    | سيلهرست بارك  |        |                                                         |
| 4 يناير 1969      | 0–0     | تعادل           | كأس الاتحاد الإنجليزي                  | الوادي        |        | الجولة الثالثة.                                         |
| 8 يناير 1969      | 0–2     | تشارلتون أثلتيك | كأس الاتحاد الإنجليزي                  | سيلهرست بارك  |        | إعادة الجولة الثالثة                                    |
| 22 مارس 1969      | 1–1     | تعادل           | دوري الدرجة الثانية                    | الوادي        |        |                                                         |
| 30 نوفمبر 1974    | 2–1     | كريستال بالاس   | دوري الدرجة الثالثة                    | سيلهرست بارك  |        |                                                         |
| 17 يناير 1975     | 1–0     | تشارلتون أثلتيك | دوري الدرجة الثالثة                    | الوادي        |        |                                                         |
| 29 اوكتوبر 1977   | 1–1     | تعادل           | دوري الدرجة الثانية                    | سيلهرست بارك  |        |                                                         |
| 24 مارس 1978      | 1–0     | تشارلتون أثلتيك | دوري الدرجة الثانية                    | الوادي        |        |                                                         |
| 27 مارس 1979      | 1–1     | تعادل           | دوري الدرجة الثانية                    | الوادي        |        |                                                         |
| 17 ابرسل 1979     | 1–0     | كريستال بالاس   | دوري الدرجة الثانية                    | سيلهرست بارك  |        |                                                         |
| 12 September 1981 | 2–0     | كريستال بالاس   | دوري الدرجة الثانية                    | سيلهرست بارك  | 14,227 |                                                         |
| 6 فبراير 1982     | 2–1     | تشارلتون أثلتيك | دوري الدرجة الثانية                    | الوادي        | 9,072  |                                                         |
| 27 ديسمبر 1982    | 1–1     | تعادل           | دوري الدرجة الثانية                    | سيلهرست بارك  | 17,996 |                                                         |
| 4 ابريل 1983      | 2–1     | تشارلتون أثلتيك | دوري الدرجة الثانية                    | الوادي        | 7,836  |                                                         |
| 27 ديسمبر 1983    | 1–0     | تشارلتون أثلتيك | دوري الدرجة الثانية                    | الوادي        | 10,224 |                                                         |
| 23 ابريل 1984     | 2–0     | كريستال بالاس   | دوري الدرجة الثانية                    | سيلهرست بارك  | 7,818  |                                                         |
| 26 ديسمبر 1984    | 2–1     | كريستال بالاس   | دوري الدرجة الثانية                    | سيلهرست بارك  | 9,540  |                                                         |
| 6 ابريل 1985      | 1–1     | تعادل           | دوري الدرجة الثانية                    | الوادي        | 6,131  |                                                         |
| 20 اغسطس 1985     | 1–2     | كريستال بالاس   | كأس رابطة الأندية الإنجليزية المحترفة  | الوادي        |        | الجولة الأولى مباراة الذهاب                             |
| 3 سبتمبر 1985     | 1–1     | تعادل           | كأس رابطة الأندية الإنجليزية المحترفة  | سيلهرست بارك  |        | الجولة الأولى مباراة الإياب (تأهل كريستال بنتيجة 3-1.   |
| 7 سبتمبر 1985     | 3–1     | تشارلتون أثلتيك | دوري الدرجة الثانية                    | الوادي        | 6,637  |                                                         |
| 11 يناير 1986     | 2–1     | كريستال بالاس   | دوري الدرجة الثانية                    | سيلهرست بارك  | 11,521 |                                                         |
| 16 ديسمبر 1989    | 1–2     | كريستال بالاس   | دوري كرة القدم الإنجليزي الدرجة الأولى | سيلهرست بارك  | 15,763 |                                                         |
| 19 ديسمبر 1989    | 2–0     | كريستال بالاس   | Full Members' Cup                      | سيلهرست بارك  | 6,621  | الجولة الثالثة.                                         |
| 21 ابريل 1990     | 2–0     | كريستال بالاس   | دوري كرة القدم الإنجليزي الدرجة الأولى | سيلهرست بارك  | 15,276 | خامس انتصار مزدوج لكريستال                              |
| 7 سبتمبر 1993     | 4–1     | تشارلتون أثلتيك | الكأس الأنجلو إيطالي                   | الوادي        | 3,868  |                                                         |
| 21 سبتمبر 1993    | 3–1     | كريستال بالاس   | كأس رابطة الأندية الإنجليزية المحترفة  | سيلهرست بارك  | 9,615  | الجولة الثانية مباراة الذهاب.                           |
| 26 سبتمبر 1993    | 0–0     | تعادل           | دوري كرة القدم الإنجليزي الدرجة الأولى | الوادي        | 7,947  |                                                         |
| 5 اوكتوبر 1993    | 0–1     | كريستال بالاس   | كأس رابطة الأندية الإنجليزية المحترفة  | الوادي        | 5,224  | الجولة الثانية مباراة الإياب (تأهل كريستال بنتيحة 4-1). |
| 20 مارس 1994      | 2–0     | كريستال بالاس   | دوري كرة القدم الإنجليزي الدرجة الأولى | سيلهرست بارك  | 14,408 |                                                         |
| 26 اغسطس 1995     | 1–1     | تعادل           | دوري كرة القدم الإنجليزي الدرجة الأولى | سيلهرست بارك  | 14,092 |                                                         |
| 4 فبراير 1996     | 0–0     | Draw            | دوري كرة القدم الإنجليزي الدرجة الأولى | الوادي        | 13,535 |                                                         |
| 12 مايو 1996      | 1–2     | كريستال بالاس   | مباراة تأهيلية                         | الوادي        | 14,618 | نصف النهائي مباراة الذهاب.                              |
| 15 May 1996       | 1–0     | كريستال بالاس   | مباراة تأهيلية                         | سيلهرست بارك  | 22,880 | نصف النهائي مباراة الإياب تأهل كرستال.                  |
| 21 ديسمبر 1996    | 1–0     | كريستال بالاس   | دوري كرة القدم الإنجليزي الدرجة الأولى | سيلهرست بارك  | 17,401 | أطول سلسلة عدم خسارة لكريستال                           |
| 8 مارس 1997       | 2–1     | تشارلتون أثلتيك | دوري كرة القدم الإنجليزي الدرجة الأولى | الوادي        | 14,816 |                                                         |
| 26 ديسمبر 1999    | 2–1     | تشارلتون أثلتيك | دوري كرة القدم الإنجليزي الدرجة الأولى | الوادي        | 20,043 |                                                         |
| 25 مارس 2000      | 0–1     | Charlton        | دوري كرة القدم الإنجليزي الدرجة الأولى | سيلهرست بارك  | 22,577 | أول انتصار مزدوج لتشارلتون منذ عام 1969م.               |
| 27 اوكتوبر 2004   | 1–2     | كريستال بالاس   | كأس رابطة الأندية الإنجليزية المحترفة  | الوادي        | 19,030 | الجولة الثالثة.                                         |
| 5 ديسمبر 2004     | 0–1     | تشارلتون أثلتيك | الدوري الإنجليزي الممتاز               | سيلهرست بارك  | 20,705 | أول لقاء بينهما في الدوري الإنجليزي الممتاز.            |
| 15 مايو 2005      | 2–2     | تعادل           | الدوري الإنجليزي الممتاز               | الوادي        | 26,870 | هبط نادي كريستال                                        |
| 1 سبتمبر 2007     | 0–1     | تشارلتون أثلتيك | دوري البطولة الإنجليزية                | سيلهرست بارك  | 18,556 |                                                         |
| 8 فبراير 2008     | 2–0     | تشارلتون أثلتيك | دوري البطولة الإنجليزية                | الوادي        | 26,202 | أطول سلسلة عدم خسارة لتشارلتون وثاني فوز مضاعف له       |
| 30 سبتمبر 2008    | 1–0     | كريستال بالاس   | دوري البطولة الإنجليزية                | سيلهرست بارك  | 16,358 |                                                         |
| 27 يناير 2009     | 1–0     | تشارلتون أثلتيك | دوري البطولة الإنجليزية                | الوادي        | 20,627 |                                                         |
| 14 سبتمبر 2012    | 0–1     | كريستال بالاس   | دوري البطولة الإنجليزية                | الوادي        | 21,730 |                                                         |
| 2 فبراير 2013     | 2–1     | كريستال بالاس   | دوري البطولة الإنجليزية                | سيلهرست بارك  | 17,945 |                                                         |
| 23 سبتمبر 2015    | 4–1     | كريستال بالاس   | كأس رابطة الأندية الإنجليزية المحترفة  | سيلهرست بارك  | 16,576 | الجولة الثالثة.                                         |

## تشارلتون أثليتيك × ميلوول
التقى الفريقان لأول مرة في عام 1921م، حيث فاز تشارلتون في ذا دن 1-0. فازوا بمباراة الإياب في ذا فالي 2-1، وأكملوا أول ثنائية في دوري كرة القدم على منافسهم المحلي. ميلوول يحمل الرقم القياسي لأطول سلسلة دون هزيمة بين الفريقين في 14 مباراة. بين عامي 1922 و1930م، فاز الأسود بثمانية وتعادلوا في ستة. أطول مدة سجلها تشارلتون دون هزيمة أمام ميلوول هي ست مباريات، بين عامي 1934 و1968م فازوا بثلاث مباريات وتعادلوا في ثلاث. أطول فترة قضاها الناديين دون أن يلعبا مع بعضها البعض هي 31 عامًا (بين موسمي 1935-1936 و1965-66)، بسبب تواجدها في بطولات دوري مختلفة. كما خاض ميلوول 12 مباراة بدون هزيمة بين 1979 و1992م، حيث فازوا في ست مباريات وتعادلوا في ست مباريات. أحقق ميلوول فوزاً مزدوجًا على تشارلتون عشر مرات (في مواسم 1923–24، 1924–25، 1931–32، 1932–33، 1968–69، 1970–71، 1971–72، 1988–89، 1992–93 و2019–20) مقارنة بثلاثة مواسم لتشارلتون (1921–22، 1934–35، 1995–96). حقق ميلوول أكبر عدد من الانتصارات على التوالي في الديربي بخمسة (في مرتين). فاز تشارلتون بمباراتين متتاليتين (أربع مرات). لم تلعب الفرق ضد بعضها البعض لمدة 13 عامًا، حيث تنافسا في بطولات دوري مختلفة بين موسمي 1996-1997 و2008-09. لدى ميلوول حاليًا 12 مباراة متتالية دون هزيمة أمام تشارلتون، حيث حقق سبعة انتصارات وخمسة تعادلات على مدار 24 عامًا (1996-2020). لا يعتبر العديد من مشجعي ميلوول تشارلتون منافسًا جادًا بسبب طبيعة المنافسة أحادية الجانب. فاز فريق الأسود بـ 37 مباراة (50٪) من أصل 74 مباراة في الدوري بين الفريقين على مدى 99 عامًا، بينما فاز فريق تشارلتون في 11 مباراة فقط (14٪).

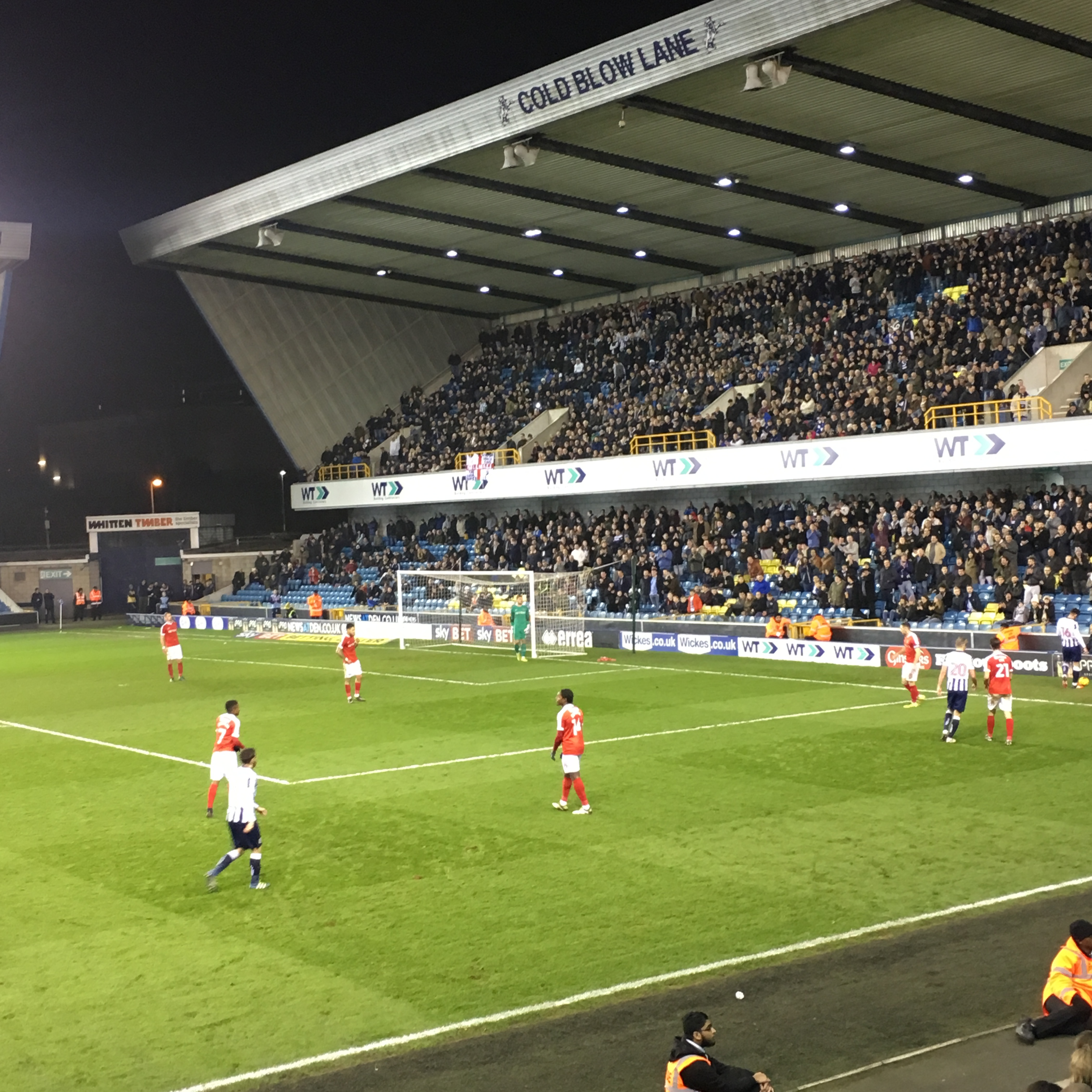
ميلوول وتشارلتون يلعبان في ذا دن في ديسمبر 2016م.

### المباريات حسب المنافسة
آخر تحديث 3 July 2020.
| المسابقة                 | لعب | فوز تشارلتون | تعادل | فوز ميلوال | أهداف تشارلتون | أهداف ميلوول |
| ------------------------ | --- | ------------ | ----- | ---------- | -------------- | ------------ |
| دوري كرة القدم           | 74  | 11           | 26    | 37         | 65             | 119          |
| كأس انجلو ايطالي         | 2   | 1            | 1     | 0          | 4              | 3            |
| المجموع الفرعي           | 76  | 12           | 27    | 37         | 69             | 122          |
| نهائيات كأس تحدي كنت     | 18  | 9            | 5     | 4          | 36             | 31           |
| كأس تحدي لندن            | 1   | 1            | 0     | 0          | 1              | 0            |
| صندوق اليوبيل لكرة القدم | 2   | 1            | 1     | 0          | 2              | 1            |
| صندوق لندن PFA الخيري    | 5   | 2            | 1     | 2          | 7              | 5            |
| المجموع                  | 102 | 25           | 34    | 43         | 115            | 159          |

يتضمن هذا الجدول فقط مباريات الفريق الأول التنافسية، باستثناء جميع مباريات ما قبل الموسم، والمباريات الودية، والمباريات المهجورة، والمباريات التذكارية وتلك التي تم لعبها خلال الحربين العالميتين الأولى والثانية.

## كريستال بالاس × ميلوول

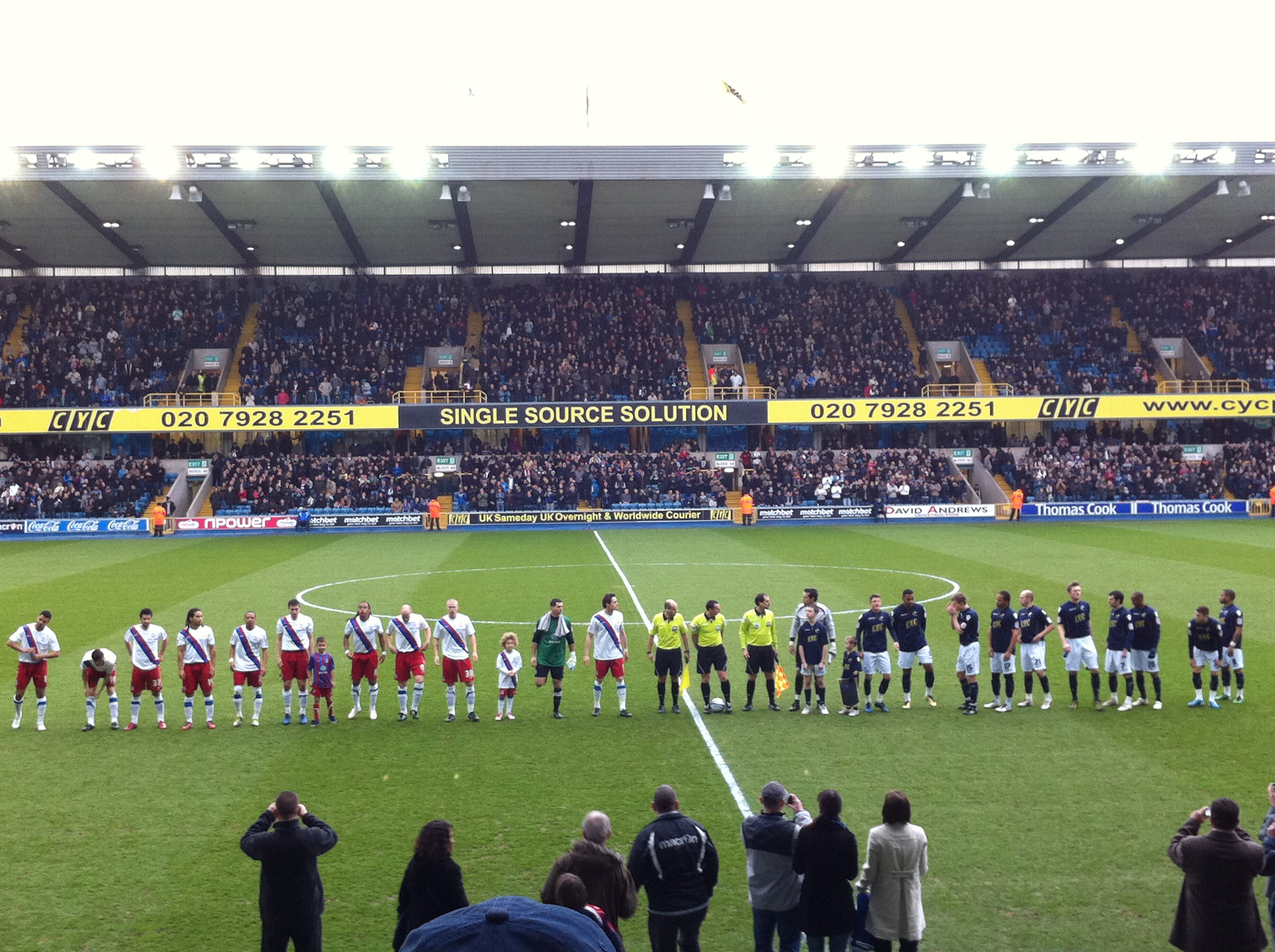
تشكيلة ميلوول وكرستال بالاس في ملعب ذي دين في يوم رأس السنة الجديدة 2011م.

كان أول لقاء بين الفريقين في 1906م في الدوري الجنوبي، عندما كان ميلوول أثليتيك لا يزال فريق من شرق لندن. فاز بالاس بالمباراة 3-0 على ملعب كريستال بالاس الوطني للرياضة. انتقل ميلوول إلى الجنوب من النهر في عام 1910م وأقيم أول دربي حقيقي في جنوب لندن بين الفريقين في 31 أكتوبر 1910م. كانت إحدى المباريات لصالح صندوق لندن للجمعيات الخيرية الخيرية، وفاز بالاس 3-0 وكانت ثاني مباراة لميلوول على أرضهم الجديدة The Den. كان أول دربي تم التنافس عليه في دوري كرة القدم في 15 يناير 1921م. وفاز بالاس بمباراة دوري الدرجة الثالثة (الجنوبية) بنتيجة 1-0. كما فازوا بمباراة الإياب التي أقيمت بعد أسبوع بنتيجة 3–2، ليكملوا أول ثنائية في دوري كرة القدم على جيرانهم في جنوب لندن. حقق بالاس فوزاً ثنائياً في دوري كرة القدم على ميلوول سبع مرات (في مواسم 1920–21 .1949–50، 1963–64، 1968–69، 1977–78، 1963–64، 1986–87، 1989–90).)  حقق ميلوول فوزاً ثنائياً في دوري كرة القدم مرتين على بالاس ست مرات (في مواسم 1925–26، 1926–27، 1957–58، 1959–60، 2001–01، 2010–11).)  أطول سلسلة عدم خسارة حققها بالاس هي سبع مباريات، فاز في ست مباريات وتعادل مرة واحدة ضد ميلوول بين عامي 1986 و1993م. أطول سلسلة عدم خسارة لميلوول ضد بالاس هي 19 مباراة، بين عامي 1950 و1958م فازوا في 11 وتعادلوا في 8 مباريات.

### المباريات حسب المسابقة
آخر تحديث 30 April 2013.
| المسابقة                 | لعب | فوز كريستال | تعادل | فوز ميلوول | أهداف كرستال | أهداف ميلوول |
| ------------------------ | --- | ----------- | ----- | ---------- | ------------ | ------------ |
| الدوري                   | 86  | 26          | 26    | 34         | 106          | 126          |
| كأس الاتحاد الإنجليزي    | 10  | 2           | 4     | 4          | 11           | 16           |
| كأس دوري كرة القدم       | 1   | 0           | 0     | 1          | 0            | 3            |
| الكأس الانجلو ايطالي     | 1   | 1           | 0     | 0          | 3            | 0            |
| المجموع الفرعي           | 98  | 29          | 30    | 39         | 120          | 145          |
| دوري كرة القدم الجنوبي   | 20  | 12          | 3     | 5          | 28           | 11           |
| الدوري الغربي لكرة القدم | 2   | 0           | 0     | 2          | 3            | 5            |
| كأس تحدي لندن            | 1   | 1           | 0     | 0          | 4            | 3            |
| صندوق لندن PFA الخيري    | 3   | 1           | 0     | 2          | 5            | 4            |
| نهائيات كأس تحدي كنت     | 1   | 0           | 1     | 0          | 1            | 1            |
| درع كينت سينيور          | 5   | 1           | 2     | 2          | 7            | 4            |
| كأس جنوب فلودلايت        | 2   | 1           | 1     | 0          | 4            | 3            |
| المجموع                  | 132 | 45          | 37    | 50         | 172          | 176          |

## ميلوول × ويمبلدون
التقى ميلوول وويمبلدون لأول مرة في الجولة الأولى من كأس الاتحاد الإنجليزي في عام 2009م، عندما كان ويمبلدون يلعب في دوري المؤتمر الوطني. فاز ميلوول بالمباراة 4-1. لعب الفريقان في نفس الدرجة معًا مرة واحدة فقط في موسم 2016-17 في الدرجة الأولى وتعادل الفريقان في كلتا المباراتين. لعب الفريقان مباراتين أخريين في الكأس. فاز ميلوول بنتيجة 2-1 في كأس الرابطة عام 2013م، ومؤخراً في عام 2019م في مباراة الدور الخامس لكأس الاتحاد الإنجليزي في ملعب كينغسميدو، والتي فاز بها ميلوول 1-0.

### المباريات حسب المسابقة
آخر تحديث 16 February 2019.
| المسابقة              | لعب | فوز ميلوول | تعادل | فوز ويمبلدون | أهداف ميلوول | أهداف ويمبلدون |
| --------------------- | --- | ---------- | ----- | ------------ | ------------ | -------------- |
| الدوري                | 2   | 0          | 2     | 0            | 2            | 2              |
| كأس الاتحاد الإنجليزي | 2   | 2          | 0     | 0            | 5            | 1              |
| كأس الدوري            | 1   | 1          | 0     | 0            | 2            | 1              |
| المجموع               | 5   | 3          | 2     | 0            | 9            | 4              |

### القائمة الكاملة للنتائج
أهداف الفريق المضيف أولا.
| التاريخ         | النتيجة | الفائز | المسابقة              | الملعب      | الحضور | ملحوظات                         |
| --------------- | ------- | ------ | --------------------- | ----------- | ------ | ------------------------------- |
| 9 نوفمبر 2009م  | 4-1     | ميلوول | كأس الاتحاد الإنجليزي | ذا دين      | 9453   | أول لقاء تنافسي، الجولة الأولى. |
| 6 أغسطس 2013م   | 2-1     | ميلوول | كأس الدوري            | ذا دين      | 4443   | الجولة الأولى.                  |
| 22 نوفمبر 2016م | 0–0     | تعادل  | دوري الدرجة الأولى    | ذا دين      | 8614   | أول لقاء في الدوري على الإطلاق. |
| 2 يناير 2017م   | 2-2     | تعادل  | دوري الدرجة الأولى    | Kingsmeadow | 4,742  |                                 |
| 16 فبراير 2019م | 0-1     | ميلوول | كأس الاتحاد الإنجليزي | Kingsmeadow | 4,795  | الجولة الخامسة.                 |

## النتائج الكاملة

رسم بياني لمواقف جدول الدوري لأندية جنوب لندن ديربي.

يتضمن الجدول جميع مباريات الفريق الأول التنافسية التي تم لعبها بين فرق لندن. من المباراة الأولى بين كريستال بالاس وميلوول في 17 نوفمبر 1906م، إلى آخر ديربي في جنوب لندن بين تشارلتون أثليتيك وويمبلدون في 23 فبراير 2019م. تم تضمين نتائج نادي ويمبلدون القديم في جدول منفصل أدناه .
آخر تحديث 10 August 2021.
| الفريق           | لعب | الانتصارات | تعادل | الخسائر | أهداف له | اهداف عليه | نسبة الفوز٪ |
| ---------------- | --- | ---------- | ----- | ------- | -------- | ---------- | ----------- |
| تشارلتون أثليتيك | 182 | 48         | 51    | 83      | 200      | 273        | 26          |
| كريستال بالاس    | 200 | 79         | 52    | 69      | 269      | 243        | 39          |
| ميلوول           | 239 | 96         | 73    | 70      | 344      | 291        | 40          |
| ويمبلدون         | 17  | 6          | 4     | 7       | 21       | 27         | 35          |
| المجموع          | 319 | 121        | 90    | 121     | 832      | 832        |             |

## تخطي الانقسامات

### المدربون
جيمي سيد وآلان موليري وإيان داوي وإيان هولواي وآلان بارديو دربوا بشكل دائم اثنين من ثلاث أندية في جنوب لندن. كان سيد مسؤولًا عن تشارلتون لمدة 23 عامًا من عام 1933 إلى عام 1956م، مما قادهم إلى واحدة من أكثر الفترات نجاحًا في تاريخهم، مع ترقيات متتالية إلى دوري الدرجة الأولى وفوزهم في نهائي كأس الاتحاد الإنجليزي عام 1947م. أقيل من منصبه عام 1956م بعد أداء سيئ وتولى تدريب ميلوول عام 1958م. كانت بداية جيمي سيد في ملعب ذي دين سيئة، حيث خاض الفريق تسع مباريات دون فوز. أنهى الفريق الموسم في المركز 23 في دوري الدرجة الثالثة (جنوب). شهد العام التالي تواجد الفريق في دوري الدرجة الرابعة وأنهوا الموسم في المركز التاسع. استقال سيد في نهاية ذلك الموسم، لكنه بقي مع النادي كمشرف حتى وفاته في 16 يوليو 1966م.
كان آلان موليري مسؤولاً عن تشارلتون من 1981 إلى 1982م وغادر لتولي تدريب كريستال بالاس، حيث ظل مديراً حتى عام 1984م. كان ثيو فولي مدرباً لتشارلتون من 1970 إلى 1974م وكان مسؤولًا لفترة وجيزة عن ميلوول كمدرب مؤقت في عام 1977م. ستيف جريت، الذي كان مدرًبا مشتركًا في تشارلتون مع آلان كوربيشلي من 1991 إلى 1995م، عملبشكل مؤقت في ميلوول في عام 2000م. ليني لورانس كان مدرباً لتشارلتون من 1982 إلى 1991م وعمل كمساعد مدرب في كريستال بالاس، قبل أن ينضم إلى المدير السابق دوجي فريدمان في بولتون واندرارز.
كان إيان داوي مسؤولاً عن كريستال بالاس بين 21 ديسمبر 2003م و22 مايو 2006م، عندما سُمح له بالاستقالة من منصبه، على ما يبدو للعودة إلى شمال إنجلترا لأن زوجته كانت تشعر بالحنين إلى الوطن. ومع ذلك، بعد ثمانية أيام، كشف نادي تشارلتون في الدوري الإنجليزي الممتاز، عن داوي كمدير جديد له. سيمون جوردان رئيس بالاس أصدر على الفور أمرًا قضائيًا ضد دويي، زعم فيه أنه ضلله بشأن أسباب تركه للنادي؛ ومع ذلك، أصر داوي على أن الأمر لم يكن كذلك، وحصل على دعم علني من الرئيس التنفيذي لشركة تشارلتون بيتر فارني، الذي وصف الأمر بأنه «عمل دعائي حزين ومثير للشفقة»، ورئيس مجلس الإدارة ريتشارد موراي، الذي كان مصمماً على أن فريقه القانوني لم يجد أسباب دعم الأمر، واقترح أنه قد تكون هناك أسباب شخصية أكثر وراء إصدار الأمر. تم الاستماع إلى القضية في المحكمة العليا في صيف عام 2007م حيث حكم قاضٍ بأن داوي كذب عندما كان يفاوض لإلغاء عقده. لم تنجح فترته في تشارلتون إلى حد كبير وانتهت الشراكة في 13 نوفمبر 2006م، بعد 15 مباراة فقط.
تولى إيان هولواي مسؤولية تدريب كريستال بالاس في نوفمبر 2012م. قادهم إلى التأهل إلى الدوري الإنجليزي الممتاز من خلال تصفيات دوري كرة القدم 2013، بعد فوزه على واتفورد 1-0 بضربة جزاء بقدم كيفن فيليبس في الوقت الإضافي. في 23 أكتوبر 2013م، غادر هولواي النادي بالتراضي بعد أقل من عام في منصبه. تمكن من الحصول على ثلاث نقاط فقط من أول ثماني مباريات في الدوري الممتاز. في 6 يناير 2014م، وقع هولواي عقداً لمدة عامين ونصف مع ميلوول، خلفًا لستيف لوماس. قاد النادي إلى منطقة الأمان في دوري البطولة لموسم 2013-14 حيث أنهى ميلوول المركز التاسع عشر، بفارق أربع نقاط عن أماكن الهبوط. في موسم 2014-2015، عندما نزل ميلوول إلى قاع الترتيب في دوري البطولة، اعترف هولواي بأنه أصبح مديرًا غير محبوب لدى مشجعي ميلوول. في 10 مارس 2015م، أقيل هولواي، عندما أصبح الفريق في المركز الثاني في قاع الترتيب في دوري البطولة وخسر خمس من آخر ست مباريات. أصبح لاعب تشارلتون السابق، غاري رويت، مدير ميلوول في 21 أكتوبر 2019م. لعب رويت 13 مباراة مع تشارلتون في الدوري الإنجليزي الممتاز قبل أن يضطر إلى الاعتزال بسبب الإصابة.

### اللاعبين
اللاعبون الذين لعبوا مع اثنين على الأقل من الأندية الأربعة مدرجون أدناه. حتى 18 أغسطس 2012 (آخر مباراة لعبها مع ميلوول) لعب دارين وارد أكبر عدد من المباريات لفرق جنوب لندن، بإجمالي 317 مباراة (232 لميلوول، 69 لكريستال بالاس و16 لتشارلتون). لعب بيتر بوريدج 114 مباراة مع بالاس و87 مع ميلوول و44 مع تشارلتون. وهو يحمل الرقم القياسي لأكبر عدد من الأهداف التي سجلها لاعب لأندية جنوب لندن، مع 104 أهداف في 245 مباراة.
| تشارلتون وبالاس - آلان باردو - بوبي غولدثورب - كريس باول - دانى بوترفيلد - دارين امبروز - دارين بيتشر - ديفيد مادن - ديفيد وايت - دون تاونسيند - غاري بوروديل - غونزالو سوروندو - هيرمان هريدارسون - جيروم توماس - جون سالاكو - جون همفري - جوني ويليامز - ليون مكينزي - ليس فيل - ماركوس بينت - مارك هدسون - ماثياس سفينسون - مايك فلانغن - بادي مكارثي - باول كيتسون - باول مورتيمر - باول وليامز - رويس ويغينس - سكوت سينكلير - توماس ماير - توم سواريز - توني بورنس - سيولاي كايكاي | تشارلتون وميلوول - الان مكليري - بين روبرتس - بن تاتشر - بيني فنتون - بوبي هنت - تشارلي هنفورد - تشارلي ماكدونالد - داني هاينز - داني شيتو - داني نغيسان - ديف محمد - ايامون دنفي - ايرني واتكينز ‏ - فريدريكو بوسون - فرد فورد - جوردون بولاند - عامر بوعزة - هاري كريبس - ايزيل مكلويد - جاك بيركت - جيمي ستيوارت - جيمس تومسون - جيمي ياردلي - جيم ريان - جون سوليفان - جوني سامرز ‏ - جوش رايت - كيفين ليسبي - كيم غرانت - لوري مادن - لي باور - ليندساي سميث - لايلي تايلور - مارك مكومن - مارتن واغهورن - ميكي بينيت - نيكي بيلي - نيكي جونز - بات تيري - باول شتورغس - فيل ووكر - فيل وارمان - تيري بريسلي - تيري راكون - توني تاونر - توني وارنر - تريزور كاندول | ميلوول وبالاس - أندري فرامبتون - اندي غراي - أندي روبرتس - انتون اوتولاكوفسكي - بيل روفي - بوبي باوري - بروس داير - كارل فيرت - كريس آرمسترونغ - كريس داي - كليف ألين - ديف مارتن - ديفيد فراي - ديريك جيفريز - ديريك بوسيه - إيبيريشي إيز - هاري ريدموند - هوبير باسباي جونيور - جيمس وليامز - جيمي مورالي - جيمي فنسنت - جايسون بونتشيون - جيرمن إيستر - جون بريرلي - جون جاكسون - جوني روش - كيني براون - كيفن موسكات - لويس غرابان - مات لورانس - ميل بليث - نيل ايمبلن - نيل رودوك - نيك تشاترتون - نويل ويلان - أوين غارفان - بول إيفيل - باول هنشلوود - باول سانسوم - فيل باربر - راي ويلكينز - ريكي نيومان - ريان سميث - شون ديري - ستيف كلاريدج - ستيف لوفيل - توني كرايغ - توني ويتر - تريفور ايلوت | تشارلتون وويمبلدون - باري فاولر - جيمي ستيوارت - جايسون أويل - مايكيل سميث - يادو مامبو - جوي بيغوت ميلوول وويمبلدون - أندري فرامبتون - جيمي ستيوارت - جاك سميث - بول روبنسون - بيتر سويني - جيمي عبدو ميلوول وتشارلتون وبالاس - دارين وارد - ديف تاتل - فريدي وود - جوناثان اوبيكا - ليون كورت - مارك برايت - ناثان أشتون - بيتر بوريدج - ريكاردو فولر - توني هازل تشارلتون وويمبلدون وميلوول - جيمي ستيوارت |  |

## ويمبلدون إف سي وويمبلدون إي إف سي
كانت إعادة تسمية نادي ويمبلدون لكرة القدم عام 2004م باسم ميلتون كينز دونز تعني خسارة فريق من ديربي في جنوب لندن. في عام 2002 م، شكل بعض أنصار ويمبلدون فريقًا جديدًا، وهو AFC Wimbledon، ومقره في ملعب Kingsmeadow في Kingston upon Thames. بدأ النادي من خارج الدوري في دوري المقاطعات المشترك، ولعب أول ديربي تنافسي في جنوب لندن في 9 نوفمبر 2009م، وخسر 4-1 خارج أرضه مع ميلوول في مباراة الدور الأول لكأس الاتحاد الإنجليزي.  بعد أن شقوا طريقهم من خلال خمسة ترقيات في تسعة مواسم خارج الدوري، صعد ويمبلدون أولاً إلى دوري الدرجة الثانية لكرة القدم لموسم 2011-12. أمضوا خمسة مواسم في هذا المستوى قبل أن يتم ترقيتهم إلى دوري الدرجة الأولى لموسم 2016-2017، حيث تنافسوا في نفس الدوري مع كل من تشارلتون أثليتيك وميلوول.

### نتائج مباريات الديربي لويمبلدون إف سي
لعب ويمبلدون أول دربي في جنوب لندن ضد ميلوول في 5 أبريل 1980م، وهي المباراة التي انتهت 2-2. في 24 مارس 2004م، لعبوا آخر ديربي لهم أيضًا ضد ميلوول، حيث خسروا 0-1. سجلهم في جميع المسابقات ضد تشارلتون وكريستال بالاس وميلوول هو كما يلي:
| الخصم            | لعب | فوز | تعادل | خسارة | أهداف له | اهداف مباراة | نسبة الفوز ٪ |
| ---------------- | --- | --- | ----- | ----- | -------- | ------------ | ------------ |
| تشارلتون أثليتيك | 16  | 8   | 4     | 4     | 28       | 21           | 50           |
| كريستال بالاس    | 26  | 8   | 5     | 13    | 35       | 39           | 31           |
| ميلوول           | 22  | 9   | 8     | 5     | 34       | 27           | 41           |
| المجموع          | 64  | 25  | 17    | 22    | 97       | 87           |              |

## معرض

South London derby
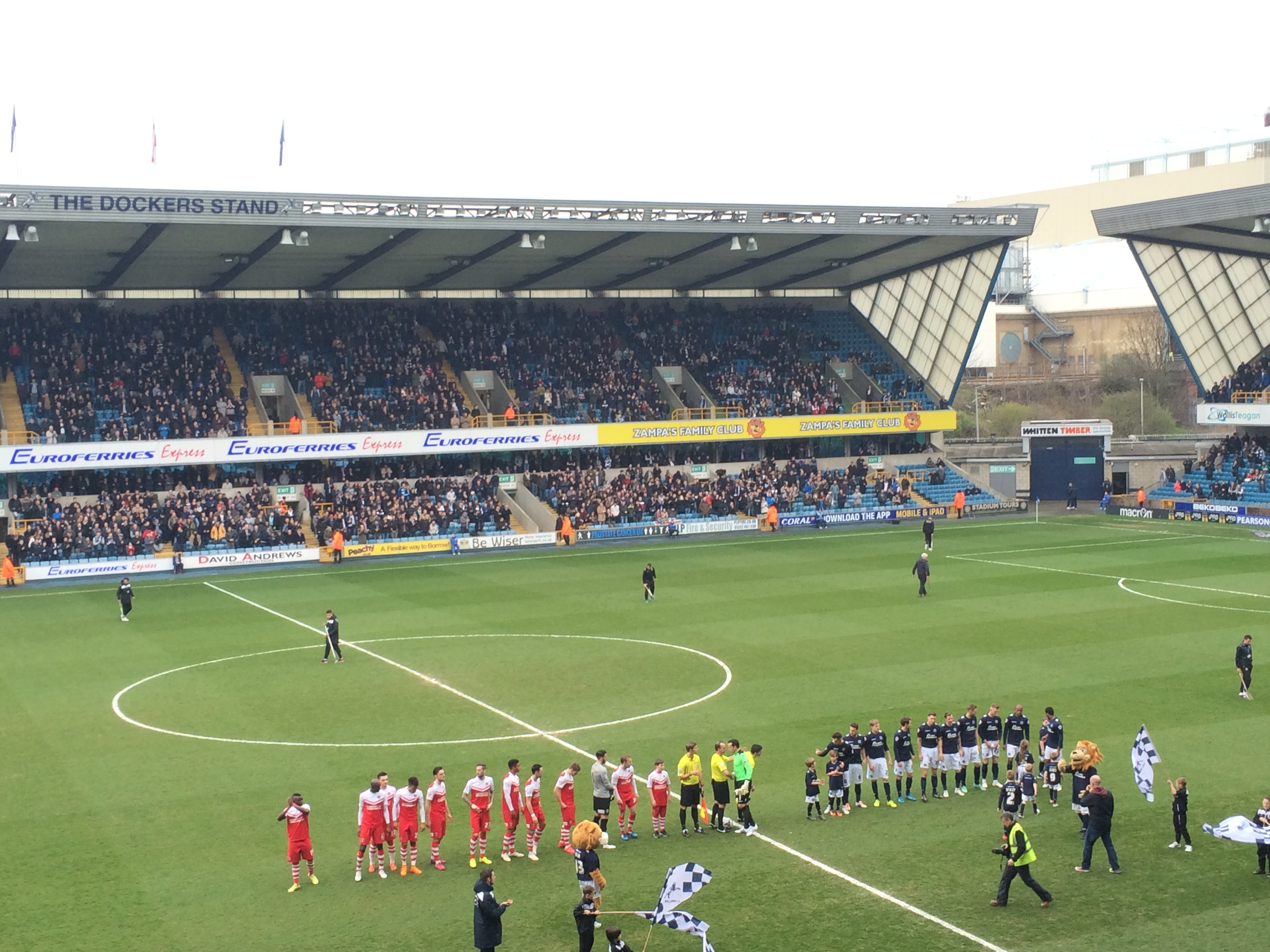
مباراة بين فريقي ميلوول وتشارلتون في ملعب ذي دين عام 2015
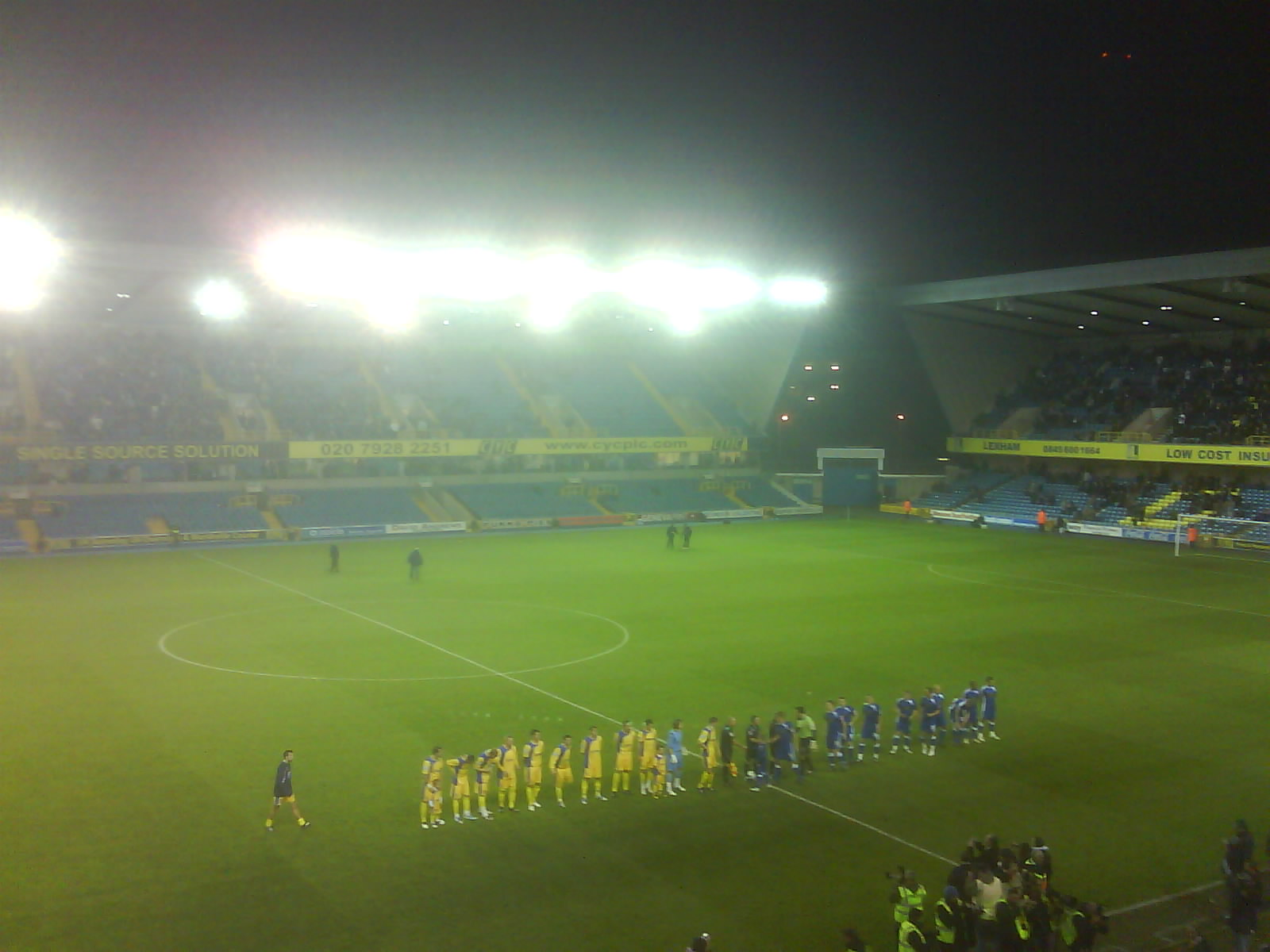
لاعبي فريقي ويمبلدون وميلوول في أول لقاء للفريقين في كأس الإتحاد الإنكليزي على ملعب ذي دين عام 2009.
- مشجعي ميلوول يحتفلون بهدف الفوز الذي سجله تيو روبنسون ضد كريستال بالاس على ملعب سيلهورست بارك في موسم 2010-11.[40]
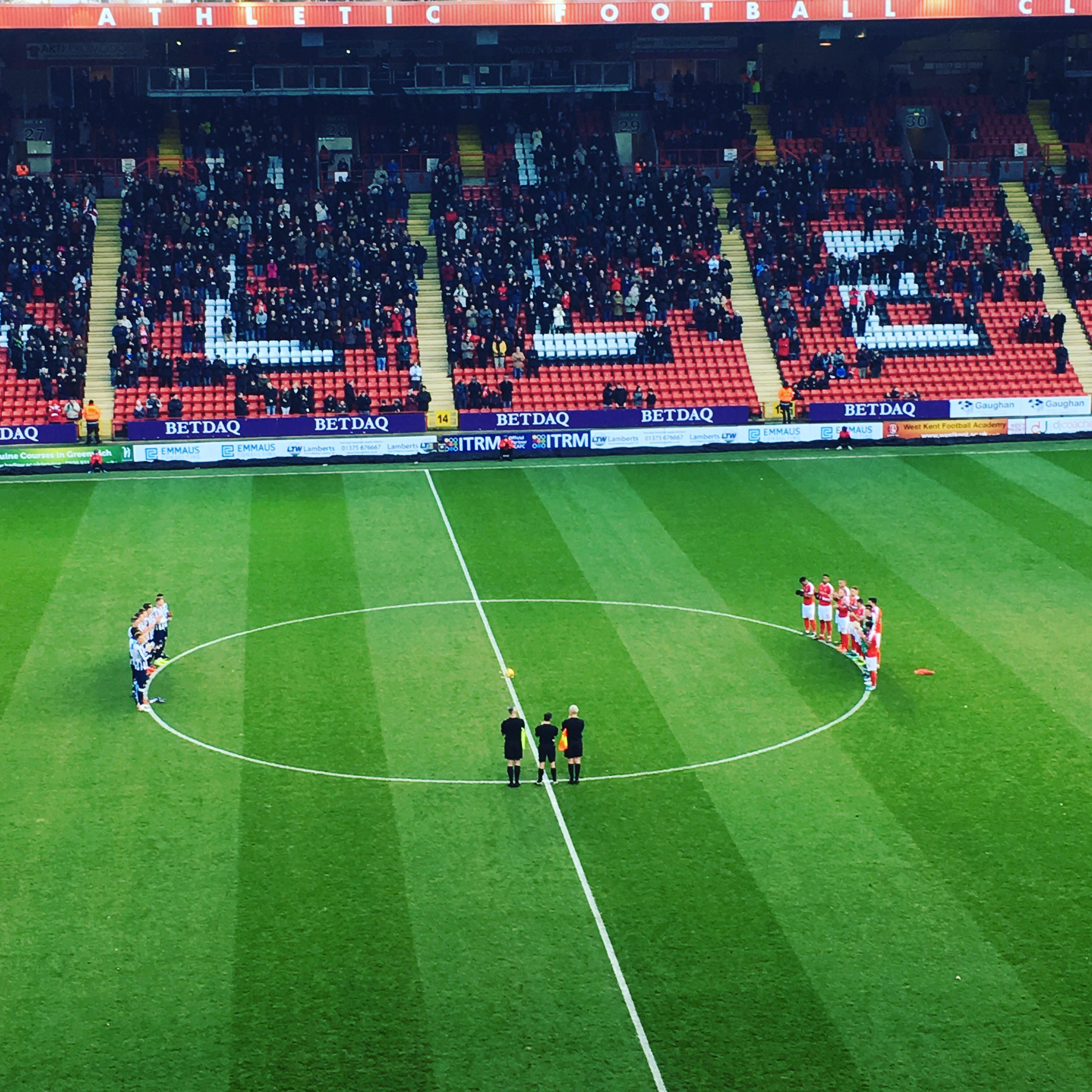
لاعبي ميلوول وتشارلتون يقفون دقيقة صمت تخليدا لغراهام تايلور في يناير 2017.
- مشجعي ميلوول يحتفلون بالهدف الذي سجله شاين لوري من ضربة حرة من مسافة 35 ياردة ضد تشارلتون في ملعب الوادي في مارس 2013م.[41]

## ملحوظات
1. ↑  64 مباراة بين عامي 1980و 2004 by now-dissolved club نادي ويمبلدون against Charlton, Crystal Palace and Millwall have not been included in this total. Wimbledon won 25, lost 22 and drew 17 games against their South London rivals. Games played by إيه أف سي ويمبلدون are included in this total.
2. ↑  AFC Wimbledon won 4–2 on penalties

## روابط خارجية
- Charlton Athletic official website
- Crystal Palace official website
- Millwall official website
- AFC Wimbledon official website